# Don't Know What to Do
Don't Know What to Do è un brano musicale del girl group sudcoreano Blackpink, seconda traccia del terzo EP Kill This Love, pubblicato il 5 marzo 2019.

## Promozione
La canzone è stata eseguita durante il tour mondiale del gruppo Blackpink World Tour in Your Area durante gli spettacoli in America del Nord, Europa e in Asia. Hanno eseguito Don't Know What To Do all'A-Nation alla Stadio Nagai.

## Video musicale

### Dance practice
Il 15 aprile, il video della coreografia del brano è stato pubblicato sul canale YouTube ufficiale del gruppo. A novembre 2019 ha oltre 100 milioni di visualizzazioni su YouTube.

## Formazione
Musicisti
- Blackpink – voci

Produzione
- Teddy – produzione

## Successo commerciale
In Corea del Sud, la canzone ha debuttato alla 38ª posizione nella Circle Chart. In Giappone, ha debuttato alla 49º posizione nella Billboard Japan Hot 100.

## Classifiche
| Classifica (2019) | Posizione massima |
| ----------------- | ----------------- |
| Corea del Sud     | 38                |
| Malaysia          | 2                 |